# José Alvear Restrepo
José Alvear Restrepo (Medellín, 1 de julio de 1913-Río Meta, 1953) fue un político, abogado y guerrillero colombiano. 
Fue un abogado cercano a Jorge Eliecer Gaitán y posteriormente al asesinato de este, se unió a las guerrillas liberales de los Llanos Orientarles.

## Biografía
Nacido en Medellín, en una familia tradicional católica y conservadora. Egresado de la Universidad de Antioquia como abogado en 1939. Fue cercano a un grupo de intelectuales y médicos seguidores de Jorge Eliécer Gaitán. Tras el asesinato de Gaitán y la persecución de Los Chulavitas, se interno en los Llanos Orientales, donde participaría en la composición de las guerrillas liberales, en este grupo participó en la elaboración de la Segunda Ley del Llano, consolidándose como ideólogo de las bases legales de la construcción del nuevo poder que buscaban estos grupos.

## Muerte
Murió ahogado en el Río Meta, al parecer ahogado por sus propios compañeros que no aceptaban su negativa a la desmovilización por los riesgos que ésta implicaba para las vidas de los exguerrilleros.

## Homenajes
Su nombre es usado por el Colectivo de Abogados José Alvear Restrepo, creado en 1978 como respuesta a los tribunales militares y violaciones a los derechos humanos durante el Estatuto de Seguridad del gobierno de Julio César Turbay, desde entonces se han dedicado como Organización No Gubernamental a la defensa de los Derechos Humanos en Colombia.